# Pskovska oblast
Pskovska oblast (ruski: Пско́вская о́бласть) je federalni subjekt Ruske Federacije.
Upravno sjedište se nalazi u gradu Pskovu. Oblast graniči s dvjema državama Europske unije: Estonijom i Latvijom te s Bjelorusijom.
Najveći gradovi u Pskovskoj oblasti:
- Pskov 202.000 stanovnika
- Velikije Luki 104.000 stanovnika

Površina: 55.400 km². Broj stanovnika: 746.652 (procjena 2004.), 846.000 (1989.)

## Upravna podjela

### Rajoni
Pskovska oblast se dijeli na sljedeće rajone (nom.mn.ruski: районы):
- Bežanicki rajon (Бежаницкий)
- Dedovičski rajon (Дедовичский)
- Dnovski rajon (Дновский)
- Gdovski rajon (Гдовский)
- Krasnogorodski rajon (Красногородский)
- Kunjinski rajon (Куньинский)
- Loknjanski rajon (Локнянский)
- Neveljski rajon (Невельский)
- Novorževski rajon (Новоржевский)
- Novosokolničeski rajon (Новосокольнический)
- Opočecki rajon (Опочецкий)
- Ostrovski rajon (Островский)
- Palkinski rajon (Палкинский)
- Pečorski rajon (Печорский)
- Pljusski rajon (Плюсский)
- Porhovski rajon (Порховский)
- Pskovski rajon (Псковский)
- Puškinogorski rajon (Пушкиногорский)
- Pustoškinski rajon (Пустошкинский)
- Pitalovski rajon (Пыталовский)
- Sebežski rajon (Себежский)
- Strugokrasnenski rajon (Стругокрасненский)
- Usvjatski rajon (Усвятский)
- Velikolukski rajon (Великолукский)

### Naselja
- Pitalovo